# MSS
O MSS (Maximum Segment Size) é um parâmetro do campo de opções do cabeçalho TCP que especifica a maior quantidade de dados, especificada em bytes, que um computador ou dispositivo de comunicações pode receber em um único segmento TCP. Ele não conta o cabeçalho TCP ou o cabeçalho IP (diferentemente, por exemplo, da MTU para datagramas IP).
1. ↑  Postel, J. «The TCP Maximum Segment Size and Related Topics». tools.ietf.org (em inglês). Consultado em 15 de maio de 2018